# Гартстаун (Пенсільванія)
Гартстаун (англ. Hartstown) — переписна місцевість (CDP) в США, в окрузі Кроуфорд штату Пенсільванія. Населення — 146 осіб (2020).

## Географія
Гартстаун розташований за координатами 41°32′55″ пн. ш. 80°23′4″ зх. д. / 41.54861° пн. ш. 80.38444° зх. д. (41.548474, -80.384565).  За даними Бюро перепису населення США в 2010 році переписна місцевість мала площу 2,13 км², з яких 2,10 км² — суходіл та 0,03 км² — водойми.

## Демографія
Згідно з переписом 2010 року, у переписній місцевості мешкала 201 особа в 83 домогосподарствах у складі 52 родин. Густота населення становила 94 особи/км².  Було 104 помешкання (49/км²).
Расовий склад населення:
| - 99,0 % — білих - 0,5 % — чорних або афроамериканців |

До двох чи більше рас належало 0,5 %. Частка іспаномовних становила 0,0 % від усіх жителів.
За віковим діапазоном населення розподілялося таким чином: 24,4 % — особи молодші 18 років, 61,2 % — особи у віці 18—64 років, 14,4 % — особи у віці 65 років та старші. Медіана віку мешканця становила 39,6 року. На 100 осіб жіночої статі у переписній місцевості припадало 109,4 чоловіків;  на 100 жінок у віці від 18 років та старших — 108,2 чоловіків також старших 18 років.
Середній дохід на одне домашнє господарство  становив 49 270 доларів США (медіана — 41 607), а середній дохід на одну сім'ю — 59 590 доларів (медіана — 44 750). За межею бідності перебувало 15,4 % осіб, у тому числі 10,5 % дітей у віці до 18 років та 0,0 % осіб у віці 65 років та старших.
Цивільне працевлаштоване населення становило 62 особи. Основні галузі зайнятості: виробництво — 21,0 %, транспорт — 14,5 %, роздрібна торгівля — 11,3 %, публічна адміністрація — 11,3 %.